# Sergio Araujo
Sergio Ezequiel Araujo (* 28. Januar 1992 in Buenos Aires) ist ein argentinischer Fußballspieler. Der Stürmer spielt für AEK Athen.

## Vereinskarriere
Sergio Araujo spielte zunächst in seiner Geburtsstadt im Nachwuchs der Boca Juniors. Am 13. Dezember 2009 gab er unter Trainer Alfio Basile sein Debüt für die erste Mannschaft in der Primera División, als er in der Schlussphase beim 2:0-Erfolg über CA Banfield für Nicolás Gaitán eingewechselt wurde. Anschließend hatte Araujo Schwierigkeiten, sich an den Profifußball zu gewöhnen und kam für ein halbes Jahr lediglich in der Reservemannschaft zum Zuge. In der Apertura 2010 fasste er dann zunächst Fuß und brachte es auf acht Einsätze, darunter gegen Arsenal, in dem ihm das Führungstor gelang. In der Clausura 2011 kam Araujo nur zu einem Kurzeinsatz und auch in der Apertura 2011 war er im Sturm hinter Lucas Viatri, Pablo Mouche und Nicolás Blandi als vierter Angreifer vorgesehen.
In der Sommerpause 2012 verpflichtete der FC Barcelona Araujo auf Leihbasis und er spielte ein Jahr lang in der zweiten Mannschaft in der zweitklassigen Segunda División. Anschließend wurde er für eine Saison an CA Tigre nach Argentinien verliehen. Nach seiner Rückkehr wechselte er zunächst auf Leihbasis zur UD Las Palmas, mit der er in der Spielzeit 2014/15 in die Primera División aufstieg und nach Saisonende fest verpflichtet wurde. Ab Januar 2017 war Araujo anderthalb Jahre als Leihspieler bei AEK Athen in der griechischen Super League aktiv. Mit Las Palmas spielte er ab der Spielzeit 2018/19 wieder zweitklassig. Im Januar 2020 wechselte Araujo erneut auf Leihbasis zu AEK Athen. Nach einem halben Jahr kehrte er wieder zur UD zurück und spielte dort 2020/21 wieder häufiger, sodass er zunächst blieb. Im Juli 2021 wechselte er schließlich fest zu AEK Athen.

## Nationalmannschaftskarriere
Araujo spielte unter anderem in der U17 Argentiniens, für die er die Südamerikameisterschaft 2009 bestritt. Dort gelangen ihm drei Treffer in fünf Einsätzen, womit er sein Team ins Finale schoss. Dort verschoss Araujo den ersten Elfmeter im Elfmeterschießen, welches die Brasilianer schließlich für sich entscheiden konnten. Trotz der Finalniederlage qualifizierte sich die Albiceleste für die U17-Weltmeisterschaft 2009 in Nigeria. In der Vorrunde gelang Araujo jeweils das Siegtor gegen Honduras und Deutschland, weshalb Argentinien ins Achtelfinale gegen Kolumbien einzog. Auch dort gelang Araujo ein Tor, allerdings musste sich Argentinien trotz einer 2:0-Führung noch mit 2:3 geschlagen geben.
Von 2011 bis 2012 stand Araujo im Kader der argentinischen U20 und erzielte in zehn Spielen vier Tore.